# Breń (Weichsel)
Der Breń ist ein rechter Zufluss der Weichsel in Polen. Er mündet an der Grenze zwischen der Woiwodschaft Kleinpolen und der Woiwodschaft Karpatenvorland. 

## Geografie
Der Breń entspringt in der Mesoregion Płaskowyż Tarnowski in der Umgebung der Stadt Dąbrowa Tarnowska, erreicht bei Olesno das Tal der Weichsel und fließt in diesem in ostnordöstlicher Richtung  über eine Länge von 52 km bis zur Mündung in die Weichsel  bei dem Dorf Otałęż.